# Silvinha unica
Silvinha unica là một loài bọ cánh cứng trong họ Bọ hung (Scarabaeidae).